# Jumpei Kusukami
Jumpei Kusukami (født 27. august 1987) er en japansk fodboldspiller, som spiller for den japanske fodboldklub Shimizu S-Pulse.